# Astolphe de Custine
Astolphe Louis Léonor, markýz de Custine (18. března 1790 Niederville – 25. září 1857 Saint-Gratien) byl francouzský diplomat, cestovatel a spisovatel. Pocházel ze zámožné lotrinské šlechtické rodiny, jeho dědečkem byl generál Adam-Philippe de Custine, popravený v období jakobínského teroru. Rodinné sídlo navštěvovali mnozí významní umělci, pod vlivem Chateaubrianda se mladý markýz pokoušel o literární činnost v duchu romantismu, ale bez většího ohlasu. Byl asistentem Talleyranda na Vídeňském kongresu, sloužil také u Metternicha a navštívil většinu evropských zemí. Jeho osobní život byl poznamenán neschopností skrývat homosexuální orientaci: v roce 1824 byl zraněn, když ho při záletech zbila skupina vojáků, později udržoval skandální poměr s polským hrabětem Ignacym Gurowskim. Zároveň však byl konzervativní katolík a monarchista; silně na něj zapůsobila kniha Alexise de Tocqueville Demokracie v Americe a pod jejím vlivem napsal své nejznámější dílo La Russie en 1839 (výňatky z něj vydalo roku 2015 v českém překladu nakladatelství Argo pod názvem Dopisy z Ruska: Rusko v roce 1839), v němž na základě vlastních zkušeností analyzoval zhoubný vliv samoděržaví na ruskou společnost.

## Dílo v češtině
- CUSTINE, Astolphe de. Dopisy z Ruska: Rusko v roce 1839. [s.l.]: Argo, 2015. 328 s. ISBN 978-80-257-1500-0.